# Lightsaber (canción)
«Lightsaber» es una canción grabada por el grupo masculino surcoreano EXO. Fue lanzado el 11 de noviembre de 2015 por SM Entertainment como sencillo promocional de la película Star Wars: Episodio VII - El despertar de la Fuerza.

## Antecedentes y lanzamiento
El 4 de noviembre de 2015, EXO anunció que publicarían, «Lightsaber» una canción promocional de la película Star Wars: Episodio VII - El despertar de la Fuerza en Corea del Sur, como parte del proyecto de colaboración entre S.M. Entertainment y Walt Disney. Un vídeo teaser de la canción fue lanzado el 8 de noviembre, seguido de su vídeo musical y su lanzamiento digital el 11 de noviembre. «Lightsaber» fue anunciado más tarde para ser incluido en Sing for You como una canción extra el 7 de diciembre. La letra de la canción trata de un chico el «salvavidas» de una chica y su «sable de luz» que la saca de su oscuridad.

## Vídeo musical
El vídeo musical de «Lightsaber» incluye sólo tres miembros del grupo Baekhyun, Kai y Sehun, los miembros se ven en un mundo inspirado en Star Wars donde los clubes son «únicamente de jedis» y llevan sables de luz.

## Actuación en vivo
EXO interpretó la canción por primera vez en los Mnet Asian Music Awards de 2015. El grupo más tarde interpretó la canción en sus conciertos.

## Recepción
La canción se posicionó en el número nueve en Gaon Digital Chart, el número ochenta y cuatro en Billboard Japan Hot 100 y el número tres en el Billboard World Digital Songs.

## Posicionamientos en listas y ventas
| Lista (2016)                       | Mejor posición |
| ---------------------------------- | -------------- |
| Gaon Music Chart                   | 9              |
| Billboard Japan Hot 100            | 84             |
| US World Digital Songs (Billboard) | 3              |

| Lista (2016)       | Mejor posición |
| ------------------ | -------------- |
| Gaon Digital Chart | 44             |

### Ventas
| Región               | Ventas  |
| -------------------- | ------- |
| Corea del Sur (Gaon) | 242 162 |